# Морской крест «За храбрость» (Южный Вьетнам)
Морской крест «За храбрость» — военная награда Южного Вьетнама.

## Описание
Морским крестом «За храбрость» награждался любой военнослужащий, принявший героическое в бою на море. Морской крест является эквивалентом ордена Легион почёта.
Морским крестом награждались иностранные военнослужащие, в частности офицеры ВМС США, при условии, что они занимались прямой и оперативной поддержкой армии Южного Вьетнама.
Морской крест «За храбрость» состоял из IV степеней: с золотым якорем, серебряным, бронзовым и без якоря.
В наградной системе Южного Вьетнама равными морскому кресту «За храбрость» являются крест «За храбрость» и воздушный крест.